# 鰍沢口駅
鰍沢口駅（かじかざわぐちえき）は、山梨県西八代郡市川三郷町黒沢にある、東海旅客鉄道（JR東海）身延線の駅である。
特急「ふじかわ」を含む全列車が停車する。また、甲府からの普通列車の約半数は当駅折返しのため、富士方面の列車は減少する。

## 歴史

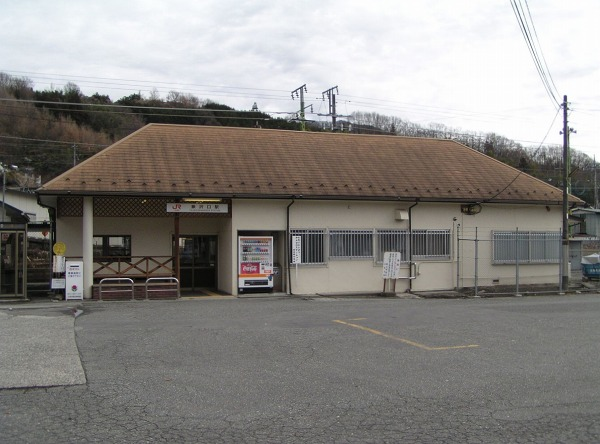
旧駅舎（2006年1月）

- 1927年（昭和2年）12月17日：身延 - 市川大門間開通時に、富士身延鉄道の鰍沢黒沢駅（かじかざわくろさわえき、一般駅）として開設[1][2]。
- 1938年（昭和13年）10月1日：富士身延鉄道を鉄道省（国鉄の前身）が借上げ[1][2]。同時に鰍沢口駅（かじかざわぐちえき）に改称[2]。
- 1941年（昭和16年）5月1日：国有化、鉄道省身延線の駅となる[1]。
- 1972年（昭和47年）9月20日：貨物取扱廃止[2]。
- 1984年（昭和59年）2月1日：荷物扱い廃止[2]。
- 1987年（昭和62年）4月1日：国鉄分割民営化に伴い、JR東海の駅となる[1][2]。
- 2006年（平成18年）3月18日：それまで特急の一部が通過していたが、この日行われたダイヤ改正に伴い、全列車が当駅に停車するようになる。
- 2012年（平成24年）3月17日：利用客減少に伴い、この日のダイヤ改正限りで無人駅化[3]。
- 2025年（令和7年）10月1日：甲府駅方面において ICカード「TOICA」の利用が可能となる（予定）[4][5]。

## 駅構造
島式ホーム1面2線と2本の側線を有する地上駅。のりばは駅舎側から1番線、2番線で、基本的にはそれぞれ甲府方面、富士方面の列車が発着しているが、折返し列車の有無や後続特急列車待ち合わせの都合上、これとは逆の方面への列車が発着する事があるなど、柔軟な運用がなされている。駅舎とホームは落居方の端にある地下通路で連絡している。
身延駅管理の無人駅である。2012年3月16日までは東海交通事業が駅業務を受託する業務委託駅であり、JR全線きっぷうりば・自動券売機が設置されていた。
夜間滞泊が2本設定されている。駅の構内市川大門方線路脇にはJR東海鰍沢口乗務員休憩所がある。

### のりば
| 番線 | 路線      | 方向 | 行先           |
| ---- | --------- | ---- | -------------- |
| 1・2 | CC 身延線 | 上り | 身延・富士方面 |
| 1・2 | CC 身延線 | 下り | 甲府方面       |

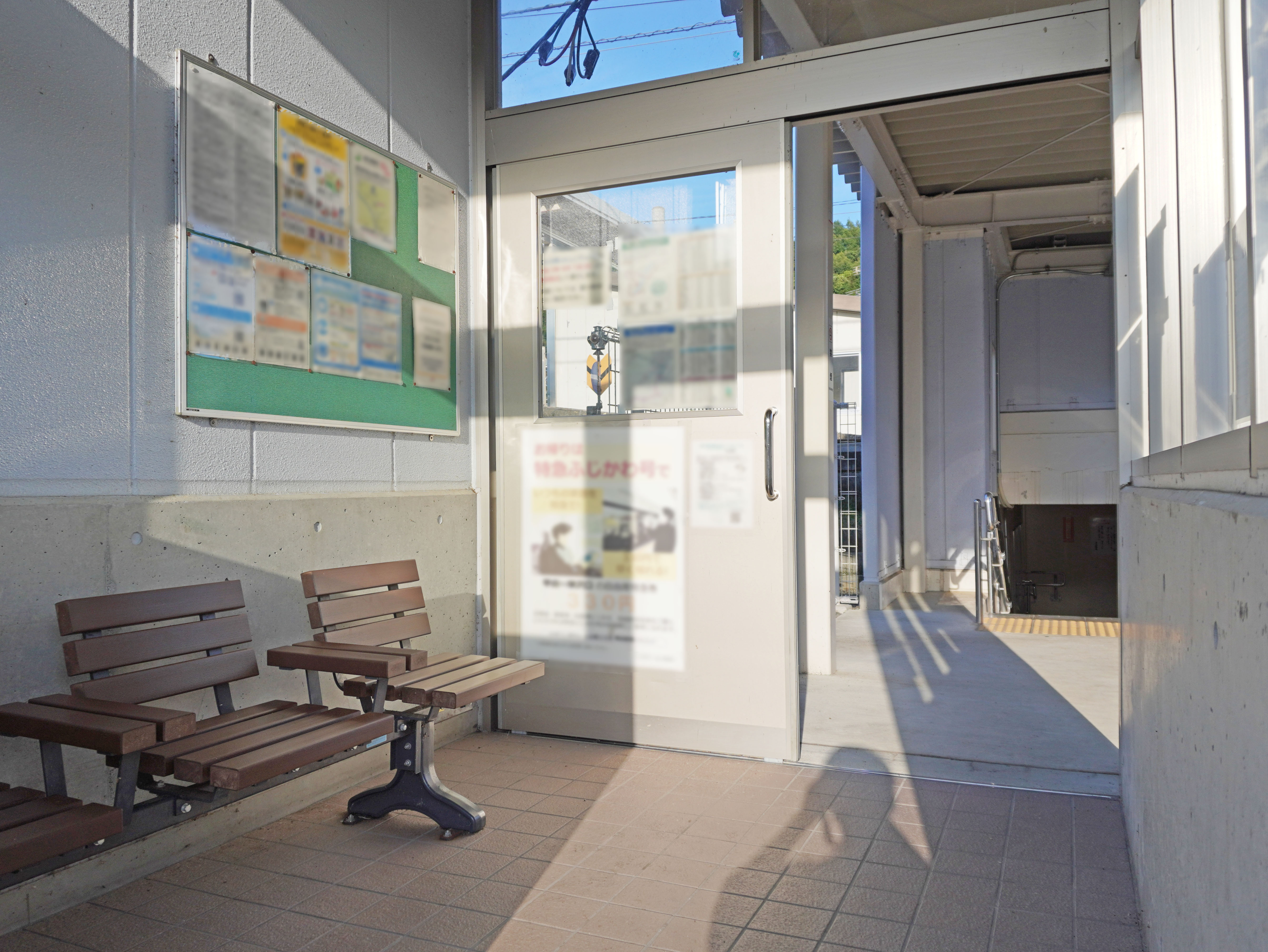
待合室（2022年9月）
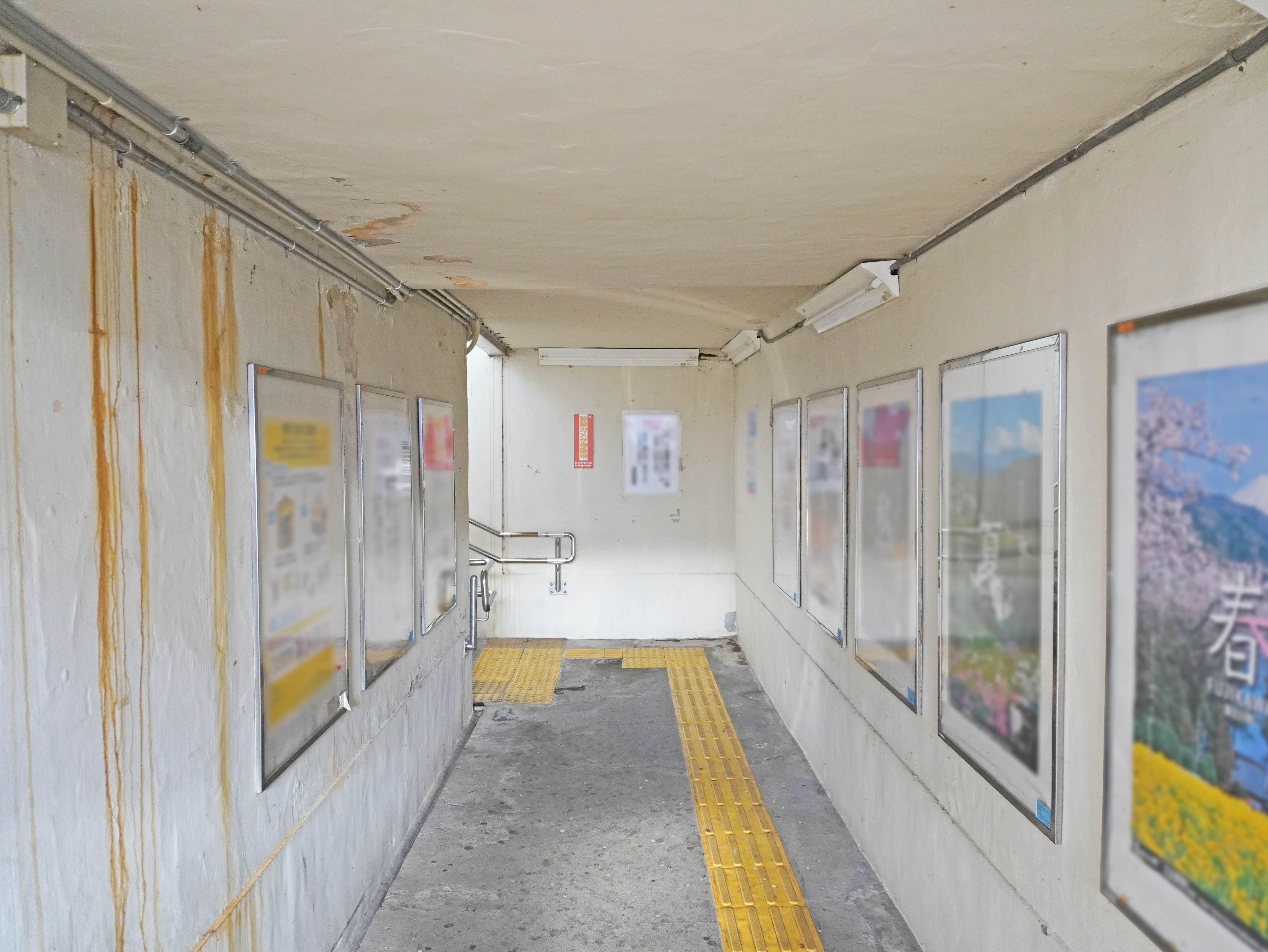
地下通路（2022年9月）
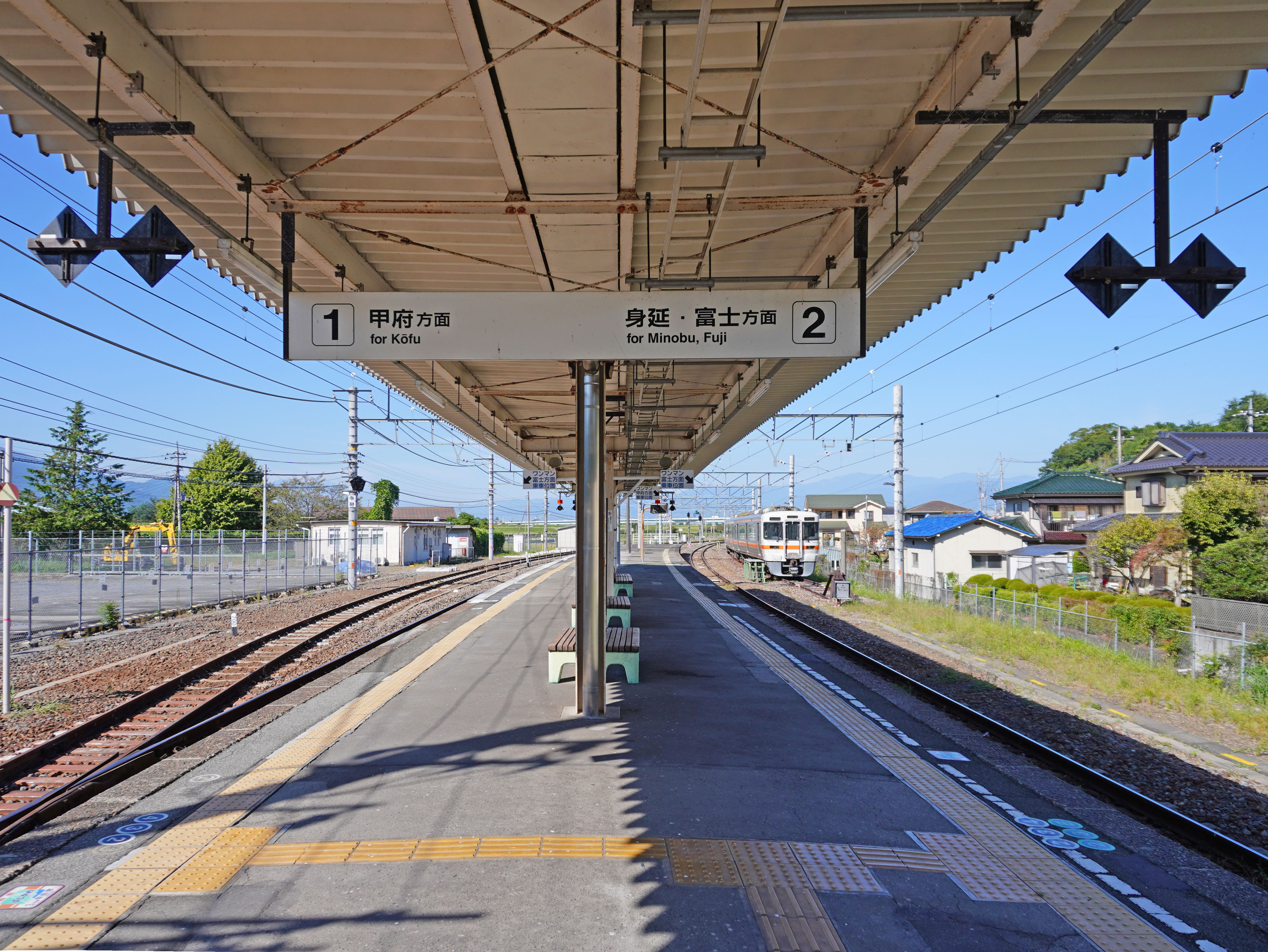
ホーム（2022年10月）

## 利用状況
『山梨県統計年鑑』によると、当駅の一日平均乗車人員は以下の通り。
| 年度   | 一日平均 乗車人員 |
| ------ | ----------------- |
| 2006年 | 205               |
| 2007年 | 204               |
| 2008年 | 205               |
| 2009年 | 196               |
| 2010年 | 194               |
| 2011年 | 177               |
| 2012年 | 162               |
| 2013年 | 155               |
| 2014年 | 142               |
| 2015年 | 124               |
| 2016年 | 128               |
| 2017年 | 135               |
| 2018年 | 112               |

## 駅周辺
駅そのものは市川三郷町（旧・市川大門町）黒沢に所在し、駅名の由来である南巨摩郡富士川町鰍沢地区（旧・鰍沢町）の中心部は富士川を挟んだ対岸（右岸）にあるが、駅周辺では富士川町の町域が富士川よりも駅寄り（左岸）にせり出し、富士川町駅前通1丁目・2丁目および大字駅前通となっている。特に駅前通1丁目は、駅がある市川三郷町黒沢と県道402号を挟んで接している。
黒沢も鰍沢もかつては富士川の舟運で栄えた場所で、この駅も開業した当初は両者の名をとって「鰍沢黒沢駅」と称していた。駅の北東300メートルほどのところで笛吹川と釜無川が合流している。
- 大法師公園
- 富士川町役場 鰍沢分庁舎（旧・鰍沢町役場）
- 山梨交通鰍沢営業所
- 鰍沢郵便局
- 戸川温泉
- 赤石温泉
- 十谷温泉
- 黒沢郵便局

## バス路線
山梨交通が運行する身延町営バス身延鰍沢線が駅前に乗入れている。
- 富士川病院
- 身延支所前・身延駅

## 隣の駅
※特急「ふじかわ」の隣の停車駅は列車記事を参照のこと。
東海旅客鉄道（JR東海）
CC 身延線
落居駅 - 鰍沢口駅 - 市川大門駅